# Zbrojne Komórki Rewolucyjne
Zbrojne Komórki Rewolucyjne (wł. Nuclei Armati Rivoluzionari, NAR) – włoska organizacja terrorystyczna. 

## Historia
Sformowane zostały w październiku 1977 roku. NAR uchodzi za największą i najbardziej brutalną organizację skrajnej prawicy w drugiej połowie lat 70. Grupa została zmarginalizowana w latach 80. Ostatni atak przeprowadzony przez NAR miał miejsce w 1988 roku.
Liderami formacji byli Alessandro Alibrandi, Franco Anselmi, Dario Pedretti, Francesca Mambro oraz Valerio Fioravanti.

## Najważniejsze ataki przeprowadzone przez grupę
- Pierwszym atakiem grupy była napaść na lewicowego studenta w Rzymie 24 grudnia 1977 roku[1].
- 9 stycznia 1979 roku bojówkarze zaatakowali lewicową stację radiową w Rzymie. W starciu rannych zostało 5 osób[1].
- 23 czerwca 1980 roku członkowie NAR zabili prokuratora Mario Amato[2].
- 2 sierpnia 1980 roku NAR przeprowadził zamach w Bolonii. W ataku bombowym zginęło 85 osób a 200 zostało rannych[1].
- 21 października 1981 roku członkowie NAR zabili dwóch policjantów w Rzymie[1].
- 14 sierpnia 1988 roku terroryści usiłowali przeprowadzić zamach bombowy na posterunek policji w Mediolanie. Zamach nie powiódł się[1].

## Ideologia
Zbrojne Komórki Rewolucyjne były formacją neofaszystowską głoszącą „sojusz ekstremów. Grupa miała być powiązana z jednej strony z politycznym ugrupowaniem Terza Posizione (Roberto Fiore), z drugiej strony – z lożą masońską Propaganda Due.